# Perzej (mitologija)
Perzej (grč. Περσεύς, Perseús) u grčkoj mitologiji junak je koji je ubio Meduzu i osnovao Mikenu, a s njome i dinastiju Perzeida.

## Etimologija
Većina etimologa smatra da je to pragrčko ime koje je došlo iz praindoeuropskog.
Perzejovo grčko ime možda dolazi od grč. perthein = uništiti. Sufiks -eus označava imenicu, ovaj put od aoristne osnove pers-. Perseus je onda onaj koji uništava (gradove), odnosno vojnik je po zanimanju - prvi mikenski ratnik. Sam korijen perth- možda dolazi od praindoeuropskog *bher- = strugati, rezati. *bh- se u grčkome odražava kao ph-, a zbog th u sredini riječi, provodi se disimilacija te ph- postaje p-.
Neki tvrde i da je to semitska riječ p-r-s = rezati, a povezuje se često i s imenom božice Perzefone, vladarice zagrobnog svijeta.
Po Perzeju se prozvao makedonski kralj Perzej Makedonski.

## Mitologija

### Rođenje
Danaja, kći Akrizija, kralja Arga, bila je arhetip i eponimski predak svih Danajaca - Grka. Akrizije, razočaran jer nije imao muških potomaka, savjetovao se s proročicom u Delfima koji ga je savjetovao da, premda neće imati sina, jednoga će ga dana ubiti sin njegove kćeri. Danaja nije imala djece te ju je on, da bi stanje takvo i ostalo, zatvorio u brončanu podzemnu sobu. Zeus (u nekim inačicama i Posejdon) stigao je u obličju zlatne kiše i oplodio je. Uskoro je rođen Perzej.
Akrizije se bojao, ali nije htio razbjesniti bogove tako što bi ubio Zeusova potomka, pa je stavio Danaju i Perzeja u drvene kutije i bacio ih u more (usporediti s mitovima o Ozirisu i Karni). Na posljetku ih je more donijelo na otok Serif gdje ih je primio ribar Dikt koji je odgojio dječaka. Njegov brat Polidekt bio je vladar otoka.

### Gorgona
Nakon nekog vremena, Polidekt se zaljubio u Danaju te je htio ukloniti Perzeja s otoka. Najavio je banket na kojem je svaki gost bio dužan donijeti konja, da bi mogao oženiti Hipodamiju ("pripitomljenica konja"). Perzej nije imao konja, ali je obećao da će donijeti Meduzinu glavu čije je lice pretvaralo ljude u kamen.
Perzej je dugo lutao tražeći Meduzu i njezine sestre Gorgone, ne znajući gdje bi tražio i kako bi je ubio. Hermes mu je dao mač, a Atena štit. Nisu znali put do samih Gorgona, ali znali su do Greja, njihovih sestara, starih žena s jednim okom i zubom. Perzej je uzeo oko dok su ga izmjenjivale i nije ga htio vratiti sve dok mu nisu dale upute kako da stigne do Gorgona.
Potom je otišao do Hiperborejaca koji su mu dali krilate sandale, čarobnu putničku torbu kisibis i Hadovu kacigu nevidljivosti. Zajedno s Ateninim i Hermesovim darom te darovima Hiperborejaca stigao je u gorgonsku pećinu gdje su Gorgone spavale. Vidjevši Meduzin odraz u štitu, mogao joj je sigurno prići i odsjeći glavu, a da ga ne skameni njezino lice. Druge su ga dvije Gorgone - Stena i Eurijala, besmrtne Meduzine sestre -  slijedile, ali pobjegao je uz pomoć svoje kacige nevidljivosti.

### Andromeda
Na povratku na otok Serif, zastao je u Etiopiji gdje je vladao kralj Kefej i kraljica Kasiopeja.
Posejdon je poslao poplavu i morsko čudovište na Kasiopeju koja se hvalila da je ljepotom jednaka morskim nimfama Nereidama. Amonska je proročica izrekla da je jedini lijek taj da kralj izloži svoju kćer Andromedu čudovištu Ketu. Privezali su je za stijenu na obali, a Perzej je, pošto je odsjekao Meduzinu glavu, rekao da će je spasiti ako je potom dobije za ženu. Roditelji su pristali, a on je tom čudovištu također odsjekao glavu i oženio je, usprskos Fineju kojem je bila obećana. Na vjenčanju je među njima došlo do svađe među dvojicom, a Finej je sa svojim ljudima napao Perzeja koji je prijateljima ubrzo rekao da skrenu pogled. Izvadio je Gorgoninu glavu, a Finej se, nakon što ju je vidio, pretvorio u kamen, zajedno sa svojim ljudima.
Prema jednoj inačici mita, Perzej je do Andromede odletio svojim letećim sandalama.
Andromeda je slijedila svoga muža u Arg i postala predak obitelji Perzeida, zbog svog sina Perza. Imali su šest sinova: Perz, Alkej, Helej, Mestor, Stenel, Elektrion i kći Gorgofonu (nazvana po Gorgoni). Njihovi su potomci vladali Mikenom te uključuju i velikog Herakla.

#### Povratak
Postoji nekoliko inačica mitova o tome što se dogodilo nakon Meduzina ubojstva.
Perzej se vratio na otok te je ubio nasilnog Polidekta Meduzinom glavom, a Dikta učinio kraljem. Perzej je poslije vratio sve čarobne posuđene stvari, a Meduzinu glavu dao je Ateni za njezin štit - gorgonion.
- Pauzanije tvrdi da nije otišao u Arg, nego u Larisu gdje su održane atletske igre. Ondje je Perzej izmislio novu igru - bacanje prstenova/koluta/obruča na štap. Akrizije je došao, ali stajao je u putanji obruča te je ubijen, a proročanstvo je ispunjeno.

- Prema Apolodoru, Perzej se vratio u Arg, ali, čuvši proročanstvo, povukao se u Tesaliju. Ondje je Teutamida, kraljica Larise, održavala pogrebne igre za svoga oca. Perzej je, natječući se, pogodio Akrizija u nogu i ubio ga.

- Prema Ovidiju, Akrizija je prognao njegov brat Protej. Perzej ga je Meduzinom glavom pretvorio u kamen i vratio Akrizija na prijestolje.

Izuzevši potonju inačicu, Perzej je nakon Akrizijeve smrti dao prijestolje Proteju.

### Osnivanje Mikene
Pauzanije piše da su Grci vjerovali da je Perzej osnovao Mikenu. Donosi da je Perzejova grobnica bila s lijeve strane ceste od Mikene prema Argu te da je postojala sveta mikenska fontana - Perzeja (koja je možda bila izvor koji je opskrbljivao grad vodom).
Narodna mitologija govori da je Perzej našao gljivu (myces) te da je na tome mjestu osnovao Mikenu. Prema drugim inačicama, spustio je kapu na to mjesto ili je pak sama Mikena nazvana po Inahovoj kćeri - Mikeni.
Apolodor piše da je sama Mikena već postojala, ali Perzej ju je utvrdio. Potom je postao kraljem toga grada, zajedno sa svojom ženom Andromedom.

## Vanjske poveznice
- Perzej u grčkoj mitologiji (engl.)